# 漆咸
漆咸，CMG（英語：William Chatham，1859年7月8日—1940年1月30日）是英國工程師、殖民地官員，1901年至1921年任工務司，是香港在任時間最長的工務司。
漆咸早年於愛丁堡大學畢業，1890年來港擔任行政工程師一職，至1898年升任助理工務司一職，1901年被調職為潔淨局總監。
在工務司任內，漆咸推出新措施以取代採石專利政策，解決採石壟斷的問題。此外，為增加食水供應，漆咸展開「大潭篤計劃」，興建大潭中水塘和大潭篤水塘。因應九廣鐵路工程的開展，漆咸制定鐵路路線方案，但最後不為港府採用。他隨後亦帶領工務司署展開鐵路沿線的收地工作，以及監管工程支出和工程質素。除此之外，漆咸亦就著港府清拆上環與太平山區的華人住房而進行收地工作，也為海旁東填海計劃作前期預備工作。漆咸亦見證不同公共建築的落成。不過，郵政總局和最高法院大樓均出現延遲完工的問題，漆咸亦因此受到批評。除此之外，1918年跑馬地馬場大火發生後，他於聽證會上承認自己監管不力，未有及時就棚架的結構問題作出補救。

## 早年生涯
漆咸1859年7月8日出生於愛丁堡，年少時曾就讀愛丁堡皇家高中，之後負笈愛丁堡大學。大學畢業後，漆咸旋即加入湯瑪斯·梅克公司（Thos. Meik & Sons）工作，並於1883年被任命為博內斯（Bo'ness）渠務工程的駐段工程師（Resident Engineer），以監督工程的進行。1885年，漆咸轉任布里斯托船塢工程部（Dock Engineer's Office）助理工程師:217。

## 殖民地生涯
1890年，漆咸前往香港，擔任行政工程師，1893年後獲續約留任。擔任行政工程師期間，他於1893年與1897年兩度署任工務司一職。任內，他兼任為興建黃泥涌遊樂場（Wong-nei-chong Recreation Ground）委員會成員。1898年，漆咸升任助理工務司，至1901年成為潔淨局總監，同年更接替安庶庇任工務司。

### 工務司生涯

#### 採石政策
自1844年以來，香港政府一直採用採石專利政策，即分別批出整個香港島和九龍的石礦開採權予單一承建商。但是，當潘麥羅公司 (Punchard, McTaggart, and Lowther Company Limited）於1900年建造新海軍船塢時，發現採石專利制度令他們更難獲取石材原料，妨礙工程進度。有見及此，潘麥羅公司與一眾發展商和工程公司批評制度已嚴重降低花崗石供應 ，因而令價格大幅上升，炒賣的情況因壟斷而日益嚴重 。而且一年的合約根本無助石礦業的發展。因此他們建議廢除專利制度，開放市場，由政府徵收牌照費；或是發牌批准採石收年費，再由稅務官監控運作抽稅:219。

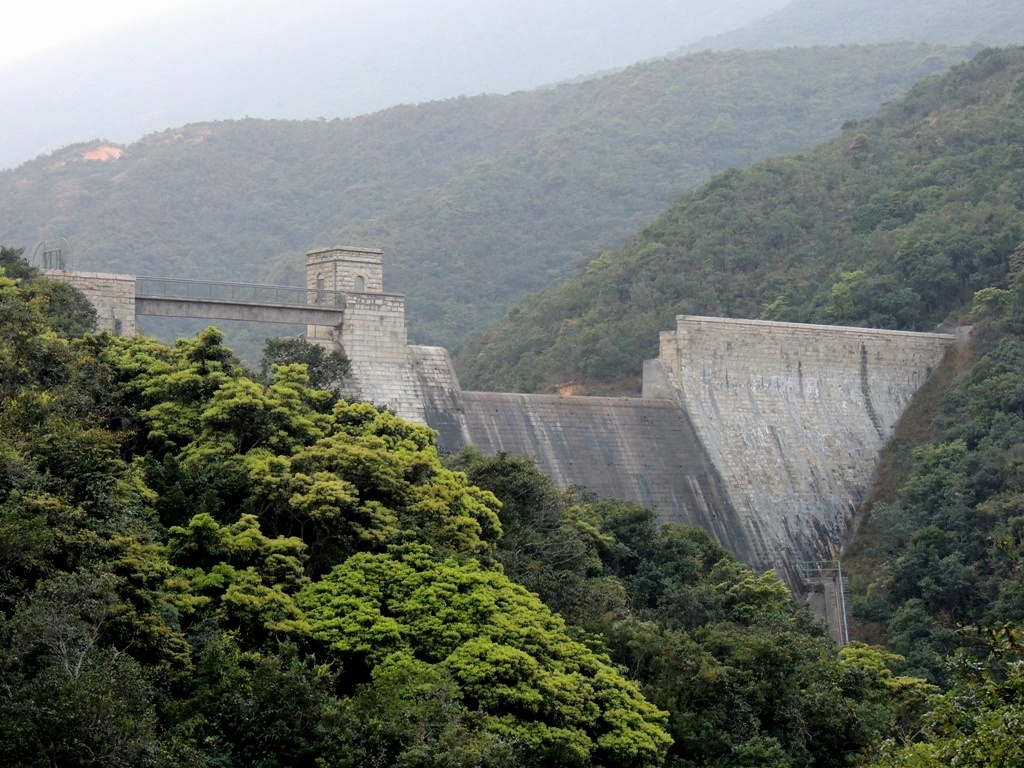
大潭中水塘

漆咸甫上任，便要處理採石政策。他發現到現行政策有數點缺陷，包括石材必須在指定的採石場開採，增加運輸時間和成本，減低經濟效益；政府亦無權就興建公共工程開採石材；此外業主亦無法轉手剩餘的的石材:220。針對此情況，漆咸於1902年推出新措施，將採石場分拆投標，並將採石牌照有效期延長至5年，並賦予政府發牌權:286。

#### 水利工程
漆咸於1903年10月17日向立法局提交名為「大潭篤計劃」的草案，計劃旨在擴建大潭固有的供水系統。工程分兩期進行，首期興建大潭中水塘，計劃包括興建一座以混凝土建成的水壩、泵水站，以及一條接通赤柱和大潭的道路。開鑿工程以及對大潭篤計劃第二部分的勘探工程均於1904年展開。泵水站以及道路於1907年落成。
大潭篤計劃第二部分工程包括興建一條水壩，以便在海平面位置建造一個水塘。漆咸談及第二期計劃時，表示水塘落成後將能夠滿足長遠的食水需求。但是，第二部分工程由於財政問題而延至1912年展開。大潭篤水塘最終於1917年落成，整體儲水量由4億7百萬增至12億加侖。

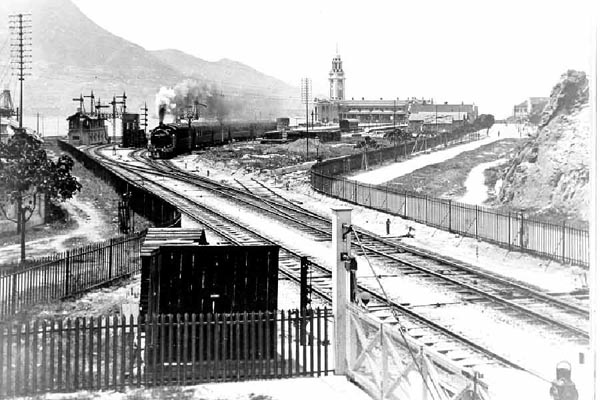
尖沙咀九廣鐵路總站

#### 九廣鐵路
1905年9月，香港立法局通過興建九廣鐵路後，香港政府便開始研究定線，當時九廣鐵路英段有2個方案。漆咸主張採用「西線」，即由尖沙咀向西北沿海岸而行，經荃灣、屯門、元朗到達邊境:244。但是，政府最後接納另一個方案，即由尖沙咀直接向北，穿越筆架山，然後沿沙田海及吐露港海岸到達邊境。漆咸隨後亦帶領工務司署展開鐵路沿線的收地工作，包括收購九龍其中2個地段作鐵路總站之用:610。
1906年，九廣鐵路的英段開始動工。漆咸檢視支出時，發現大部分資金都用作監督工程以及雜費之用。他表示許多工程都沒有找到合適的承建商，且太多雜務，令工程效率減慢。他建議尋找合適的承建商承辦部分工程，另外減少雜務:622-624。此外，遮打於1908年發現其中兩條鐵路主橋出現裂縫，而當中四號鐵路橋的石結構更出現分離情況。港督盧吉因此事而諮詢漆咸，漆咸回應指四號橋的地基不穩，需要重建:255。
九廣鐵路英段工程由1906年始歷時4年，至1910年10月1日落成啟用。

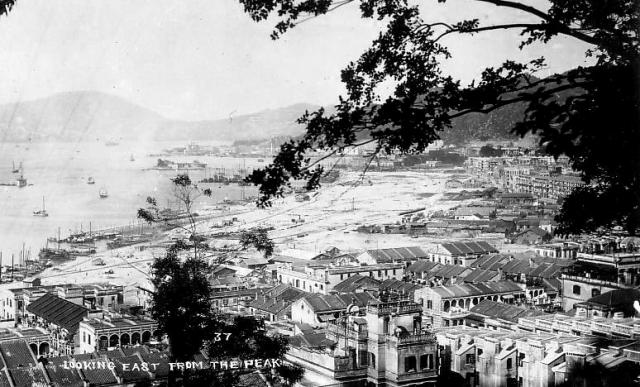
海旁東填海計劃於1921年展開

#### 城市發展
1894年鼠疫於香港爆發，政府認為華人的惡劣居住環境是鼠疫爆發的主要原因，於是導致決心清拆上環與太平山區的華人住房。漆咸上任後，便著手於收地工作。其中九如坊收地計劃於1906年完成，以騰空土地作興建道路和新建築之用。此外，他於同年展開另一個收地計劃，收地範圍北至歌賦街，東至鴨巴甸街，西至荷李活道庇理羅士女子中學校舍，南至荷李活道。
為紓緩維多利亞城人口稠密的問題，港府早於1897年已籌劃海旁東填海計劃，但由於提出的計劃要拆卸當時位於灣仔的海軍醫院，建議被駐港英國皇家海軍反對。至1916年，漆咸就著海旁東填海計劃與怡和洋行和皇家海軍談判，皇家海軍最後同意讓出軍器廠圍（Arsenal Yard）一小部分土地，以令皇后大道東能夠直接與新建幹道貫通。翌年，漆咸完成摩理臣山一帶的勘測，以及繪畫填海規劃圖。待前期預備工作完成，以及皇家海軍同意將醫院搬到昂船洲後，工程便於1921年展開，於1931年全面完成，共填得土地超過200萬平方英尺:72。

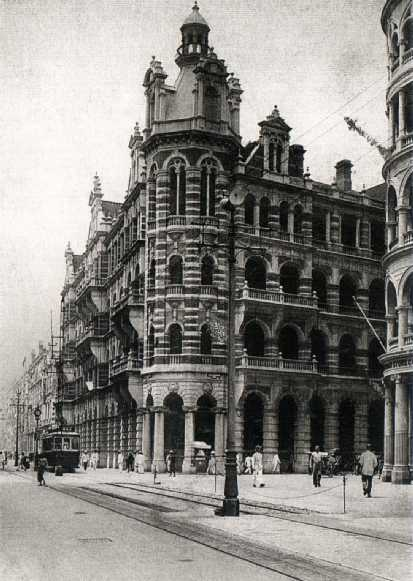
於1911年建成的第三代郵政總局大樓。大樓於1976年因為興建地鐵中環站而被拆卸。

#### 道路工程
漆咸承繼其前任安庶庇（Robert Daly Ormsby）連接九龍和新界的道路工程，他根據谷柏（Francis Alfred Cooper）和安庶庇的草圖繼續延伸各路，其中大埔公路於1902年落成，由新九龍起，沿九龍群山、沙田谷、沙田海、吐露港，至大埔為止，是以連接九龍彌敦道一帶與新界東:297。青山公路亦於1911年動工，粉嶺至屯門段於1914年落成，屯門至深水埗一段於1920年落成:23。隨著車輛在香港愈趨普遍，馬路紛紛改為車路。工務司隨即展開擴闊道路和改善路面工程，涵蓋香港仔、大潭等地區的道路:223。另外漆咸於1906年與中華電力簽訂合約，在紅磡至油麻地道路沿線安裝22盞電燈:222。

#### 公共建築
漆咸亦見證著不同公共建築的落成，包括1911年落成的第三代香港郵政總局、1912年落成的最高法院大樓以及1914年落成的中央裁判司署。
其中最高法院大樓於1898年經立法局決議興建，1899年底開始動工興建:13-14，由漆咸負責執行和監督法院大樓的建造工程。以杉木為建材的樁柱工程於1903年完成:13-14，上層建築工程隨即於同年開展，至1911年才得以完成。1912年，最高法院大樓由港督盧吉主持揭幕，漆咸的名字也被刻在奠基石上，以表彰他對建造工程的貢獻。可是，對於完工日期一再延遲，漆咸於年度報告中表示其根本原因是無法找到充足的花崗岩、石匠，以及承建商於1904年逝世，令建築難度增加。
第三代香港郵政總局大樓早於1902年落實興建。由於地段是填海地，又要興建地庫，令工程難度增加，因此造價大幅提升。後來，港督彌敦建議於郵政局上興建大鐘樓，但漆咸最後因技術上不可行而不採用彌敦的建議。縱使工程不甚順利，郵政總局大樓最終於1911年落成啟用。大樓樓高四層，主要以紅磚建造，設有電動升降機將倉庫郵件送至郵政大堂。大樓為郵政署、庫務司署、華民政務司署、潔淨局、教育署 、南約理民府等政府辦事處等政府部門使用。

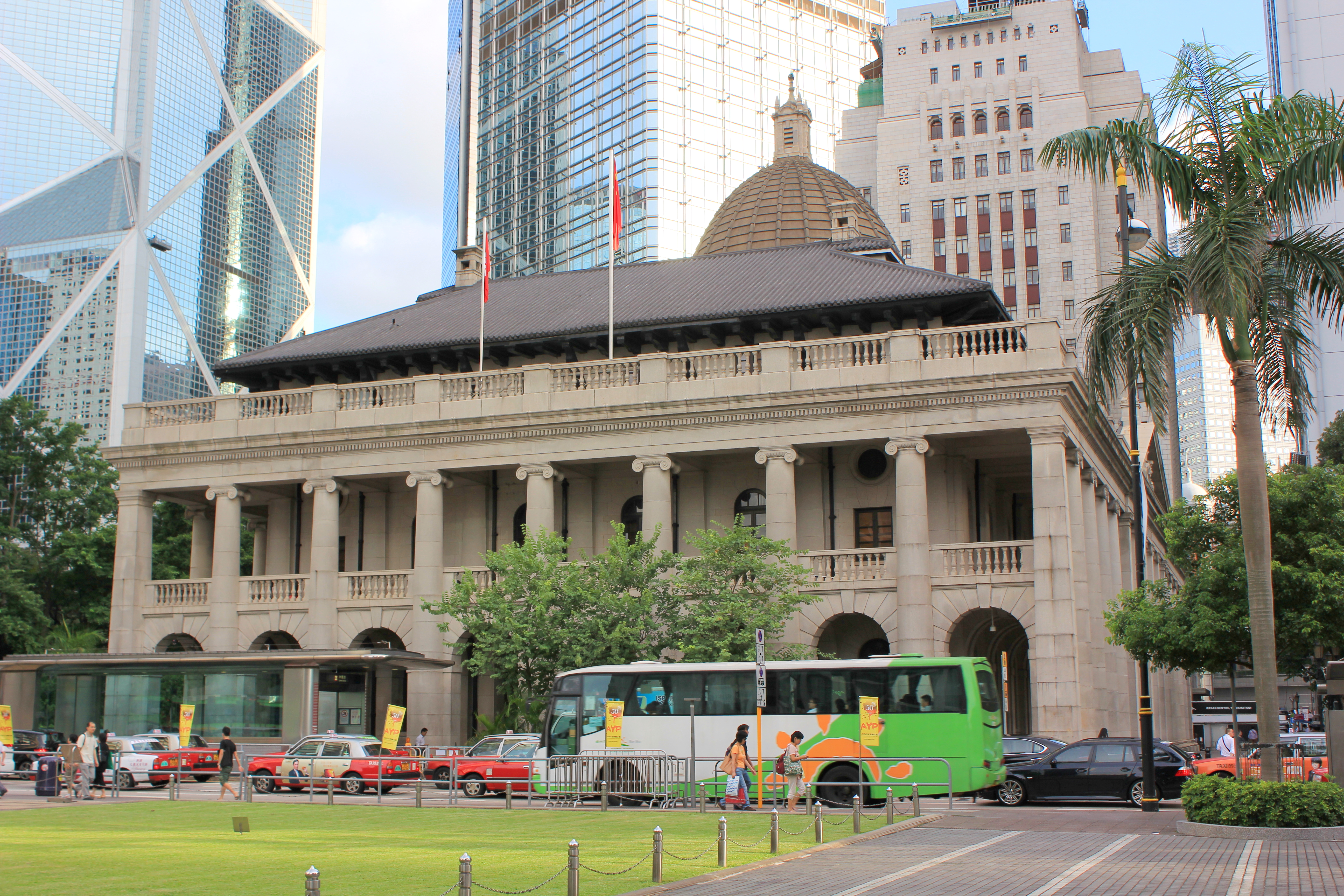
1912年落成的最高法院大樓，現為終審法院大樓。

郵政總局和最高法院大樓落成後，立法局議員熙活（Edbert Ansgar Hewett）於1912年發現政府縱容承建商拖慢工程進度卻不施以懲罰，批評工務局失職。港督盧吉為此成立了一個調查委員會。調查委員會發現工務司署的制度不健全，需要進行內部改革。漆咸於10月24日的表示密切關注調查委員會的報告，他隨後於11月9日撰寫一份開始報告，並於報告中表示物料、設計的修改和加建工程是建築開支和時間上升的主因。報告於12月19日上呈立法局，但沒有收到任何回應:237。

#### 馬場大火
1918年2月26日，正值香港賽馬周年大賽的第2日。下午3時左右，看臺棚架不勝負荷而突然倒塌，觀眾席下有不少熟食檔亦被塌下的棚架打翻，火勢隨竹棚等易燃物料迅速蔓延，結果引起嚴重火災。事件造成超過600人死亡。
事後巡理府兼檢屍官活約翰召開死因庭調查事件，漆咸亦被徵召上庭作供。漆咸於庭上表示所有建築物的建造以及加固工程，包括棚架均需要向工務司署申請。他又指出法律並未賦予工務司署權力以監管棚架建築，但他本人實際上有監管棚架建築，他亦表示自己已將馬場棚架圖和跑馬地一帶的街道圖上呈政府。不過，漆咸回應指棚架受《建築物條例》規管，工務司署每年亦有派人視察，但他承認棚架未必依照法例要求建造。漆咸於3月28日第二次上庭作證，庭上他表示警察司兼消防隊監督馬斯德承認棚架確實存在，但馬斯德向他表示沒有需要實行任何消防措施，所以沒有接收漆咸的圖則。他亦承認出入口的設計有問題，但當被問到每層樓的不同高度是否影響看台穩定性的時候，他沒有作出回應。漆咸最後亦承認自己沒有盡責，沒有及時補救棚架結構上的問題。之後，立法局繼續就著跑馬地馬場大火一事展開討論，最後促成了《公眾娛樂場所條例》的訂立。

## 晚年生活
1921年，漆咸卸下工務司一職，退休歸國。他在任工務司近19年，是任期最長的工務司:215。回國前，華人領袖亦於金陵酒家設宴餞別漆咸。此外，他出席最後一次立法局會議時，獲港督司徒拔和輔政司施勳加以表揚。漆咸退休後居住於倫敦普特尼，至1940年1月30日去世，終年80歲。身後，其宅邸於同年7月被出售。

## 個人生活
漆咸於1887年2月2日迎娶露絲·瑪麗昂·萊蒙（Rose Marion Lemon）為妻。其女兒艾格尼絲·嘉芙蓮·漆咸（Agnes Catherine Chatham）於1910年下嫁潔淨局總監胡樂甫。

## 榮譽
- 聖米迦勒及聖喬治同袍勳章（C.M.G.）（1907年[52]）

## 紀念
- 漆咸道：位於尖沙咀[53]。
- 漆咸圍（Chatham Court）：位於尖沙咀[53]。
- 漆咸徑（Chatham Path）位於半山區[53]。